# Anisocoma
Anisocoma, monotipski rod od glavočika samješten u podtribus Microseridinae, dio tribusa Cichorieae, potporodica Cichorioideae. Jedina vrsta je A. acaulis s jugizapada SAD-a (Arizona, Kalifornija, Nevada) i sjeveroistoka Meksika (Baja California Norte)
Rod je opisan u Boston Journal of Natural History 5(1): 111, pl. 13, f. 7–11. 1845.